# Lijst van onderzoeksstations op Antarctica

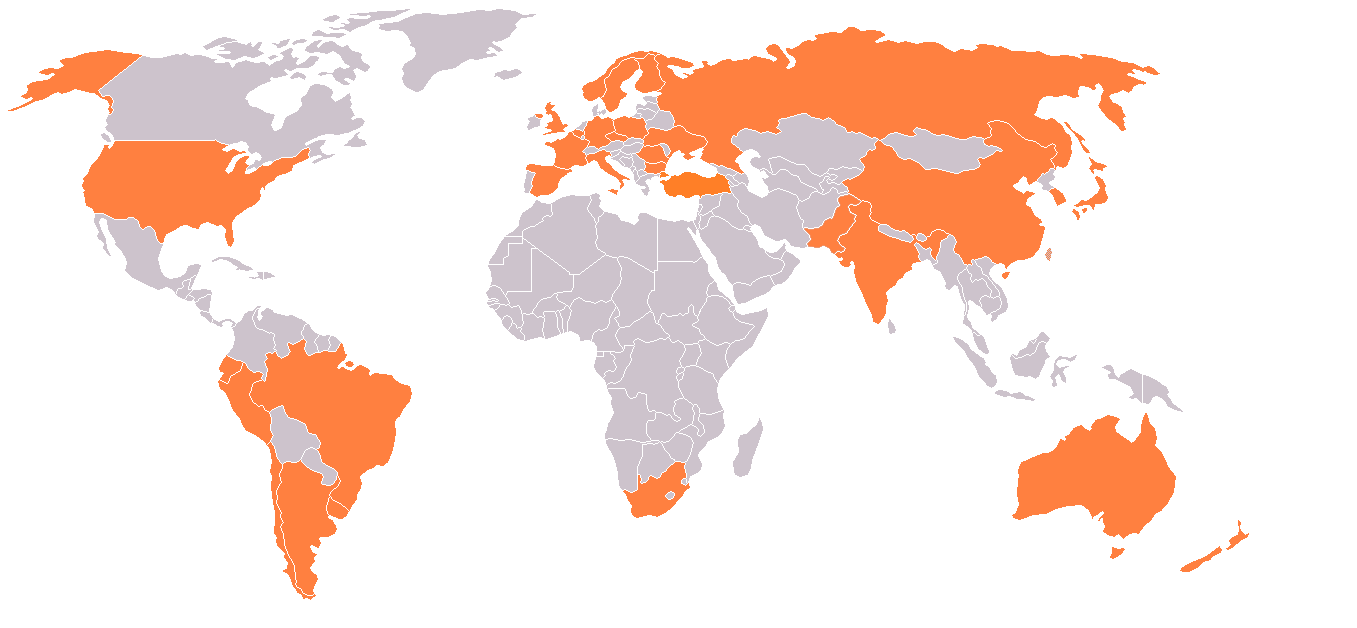
Overzicht van landen met een onderzoeksstation op Antarctica

Deze pagina is een lijst van onderzoeksstations op Antarctica.
In totaal worden door 30 landen (oktober 2006) onderzoeksstations op het continent en in het omringende water onderhouden. Sommige worden permanent bemand, anderen zijn alleen seizoensgebonden - in de zomer - open. De bevolking van het continent varieert van ongeveer 4.000 in de zomer, tot 1.000 in de winter.

## Overzicht
| Basis                                                   | Open                                 | Land                | Ingebruikname  | Wordt gebruikt voor/door | Locatie                                       | Coördinaten             | Tijd- zone |
| ------------------------------------------------------- | ------------------------------------ | ------------------- | -------------- | --- | --------------------------------------------- | ----------------------- | ---------- |
| Aboa                                                    | zomer                                | Finland             | 1988           | Finnish Antarctic Research Program | Koningin Maudland                             | 73° 3′ ZB, 13° 25′ WL   |            |
| Akademik Vernadsky Station                              | Permanent                            | Oekraïne            | 1994           | | Galindez Island                               | 65° 14′ ZB, 64° 15′ WL  | UTC−3      |
| Antarctische basis Almirante Brown                      | zomer                                | Argentinië          | 1951           | Argentijns Antarctica | Antarctisch Schiereiland                      | 64° 53′ ZB, 62° 53′ WL  | UTC−3      |
| Amundsen-Scott Zuidpool Station                         | Permanent                            | Verenigde Staten    | 1957           | United States Antarctic Program | Zuidpool                                      | 89° 60′ ZB, 139° 16′ OL | UTC+12     |
| Artigas-basis                                           | Permanent                            | Uruguay             | 1984           | Uruguayan Antarctic Institute | King George                                   | 62° 11′ ZB, 58° 52′ WL  | UTC−3      |
| Asuka Station (Antarctica)                              | onbemande observatie                 | Japan               | 1984           | National Institute of Polar Research | Koningin Maudland                             | 77° 19′ ZB, 39° 42′ OL  |            |
| Belgrano II                                             | Permanent                            | Argentinië          | 1979           | Laboratorium en meteorologisch station | Coatsland                                     | 77° 52′ ZB, 34° 37′ WL  | UTC−3      |
| Station Bellingshausen                                  | Permanent                            | Rusland             | 1968           | | King George                                   | 62° 12′ ZB, 58° 58′ WL  |            |
| Bernardo O'Higgins Station                              | Permanent                            | Chili               | 1948           | Chileens Leger | Antarctisch Schiereiland                      | 63° 19′ ZB, 57° 54′ WL  | UTC−4      |
| Captain Arturo Prat basis                               | Permanent                            | Chili               | 1947           | Chileense Marine | Greenwich Island                              | 62° 30′ ZB, 59° 41′ WL  | UTC−4      |
| Casey Station                                           | Permanent                            | Australië           | 1959           | Australian Antarctic Division | Vincennes Bay                                 | 66° 17′ ZB, 110° 32′ OL | UTC+8      |
| Comandante Ferraz (Braziliaans poolstation)             | Permanent                            | Brazilië            | 1984           | | King George                                   | 62° 5′ ZB, 58° 24′ WL   |            |
| Concordia Station                                       | Permanent                            | Frankrijk Italië    | 2005           | | Dome C, Antarctisch Plateau                   | 75° 6′ ZB, 123° 20′ OL  |            |
| Dakshin Gangotri Station                                | Verlaten                             | India               | 1984~1991      | Indian Antarctic Program | Koningin Maudland                             | 70° 45′ ZB, 11° 46′ OL  |            |
| Davis Station                                           | Permanent                            | Australië           | 1957           | Australian Antarctic Division | Prinses Elizabethland                         | 68° 35′ ZB, 77° 58′ OL  | UTC+7      |
| Dome Fuji Station                                       | Permanent                            | Japan               | 1995           | National Institute of Polar Research | Koningin Maudland                             | 77° 19′ ZB, 39° 42′ OL  |            |
| Dumont d'Urville Station                                | Permanent                            | Frankrijk           | 1956           | | Adélieland                                    | 66° 40′ ZB, 140° 0′ OL  | UTC+10     |
| Frei Montalva en Villa Las Estrellas                    | Permanent                            | Chili               | 1969           | Chileense Luchtmacht | King George                                   | 62° 12′ ZB, 58° 59′ WL  | UTC−4      |
| Esperanza Basis                                         | Permanent                            | Argentinië          | 1975           | Laboratorium, meteorologisch station, radio, school, en toeristische faciliteit.                                                                | Hope Bay                                      | 63° 24′ ZB, 57° 0′ WL   | UTC−3      |
| Gabriel de Castilla Spanish Antarctic Station           | zomer                                | Spanje              | 1989           | zeeologie | Deception                                     | 62° 58′ ZB, 60° 41′ WL  |            |
| Georg von Neumayer Station                              | vervangen door Neumayer-Station II   | Duitsland           | 1981-1992      | Alfred Wegener Institute | Koningin Maudland                             | 70° 37′ ZB, 8° 22′ WL   | UTC        |
| Gonzalez Videla Station                                 | zomer                                | Chili               |                | | Paradise Bay, Water Boat Point                | 64° 49′ ZB, 62° 52′ WL  |            |
| Great Wall Station                                      | Permanent                            | China               | 1985           | Meteorologie | King George                                   | 62° 13′ ZB, 58° 58′ WL  |            |
| Halley Research Station                                 | Permanent                            | Verenigd Koninkrijk | 1956           | British Antarctic Survey | Brunt Ice Shelf                               | 75° 35′ ZB, 26° 34′ WL  |            |
| Henryk Arctowski Polish Antarctic Station               | Permanent                            | Polen               | 1977           | Oceanologie, Oceanografie, Geologie, Geomorphologie, Glaciologie, Meteorologie, klimatologie, Seismologie, Magnetisme en Ecologie               | King George                                   | 62° 9′ ZB, 58° 29′ WL   |            |
| Jinnah Antarctic Station                                | zomer                                | Pakistan            | 1991           | Pakistan Antarctic Expedition | Reine Mary Coast                              | 70° 24′ ZB, 25° 45′ OL  |            |
| Juan Carlos I Spanish Antarctic Station                 | zomer                                | Spanje              | 1988           | CSIC. Laboratorium en meteorologisch onderzoekscentrum.                                                                                         | Livingston Island                             | 62° 39′ ZB, 60° 23′ WL  |            |
| Zuidpoolstation Carlini                                 | Permanent                            | Argentinië          | 1953           | dierenleven en meteorologie | King George                                   | 62° 14′ ZB, 58° 41′ WL  | UTC−3      |
| Koning Boudewijnbasis                                   | Verlaten                             | België              | 1957-1961      | Zuiderlicht, aardmagnetisme, sneeuw, ijs en lagen van de atmosfeer                                                                              |                                               |                         |            |
| King Sejong Station                                     | Permanent                            | Zuid-Korea          | 1988           | Korea Antarctic Research Program | King George                                   | 62° 13′ ZB, 58° 47′ WL  |            |
| Law-Racovita Station                                    | zomer                                | Roemenië            | 1986           | Romanian Polar Research Institute | Larsemann Hills (Prinses Elizabethland)       | 69° 23′ ZB, 76° 23′ OL  |            |
| Leningradskaja-station                                  | her-opening in 2007/2008             | Rusland             | 1971           | Russische Antarctische Expeditie | Oateskust, Victorialand                       | 69° 30′ ZB, 159° 23′ OL |            |
| Machu Picchu Research Station                           | zomer                                | Peru                | 1989           | zomer basis | Admiralty Bay, King George                    | 62° 5′ ZB, 58° 28′ WL   |            |
| Macquarie Basis                                         | Permanent                            | Australië           | 1911           | Australian Antarctic Division | Macquarie Island                              | 54° 30′ ZB, 158° 57′ OL |            |
| Maitri Station                                          | Permanent                            | India               | 1989           | Indian Antarctic Program | Schirmacher regio                             | 70° 46′ ZB, 11° 44′ OL  |            |
| Marambio Basis                                          | Permanent                            | Argentinië          | 1969           | Laboratorium en meteorologisch station, 1.2 km long-30m wide landing track. (website)                                                           | Seymour-Marambio Eiland                       | 64° 14′ ZB, 56° 37′ WL  | UTC−3      |
| Mario Zucchelli Station                                 | zomer                                | Italië              | 1986           | Oceaanobiologie, Oceanografie, Geologie, Geomorphologie, Glaciologie, Meteorologie, Klimatologie, Seismologie, Magnetisme en Ecologie (website) | Terra Nova Bay, Rosszee                       | 74° 42′ ZB, 164° 7′ OL  | UTC+12     |
| Mawson Station                                          | Permanent                            | Australië           | 1954?          | Australian Antarctic Division | Mac Robertson Land                            | 67° 36′ ZB, 62° 53′ OL  | UTC+6      |
| McMurdo Station                                         | Permanent                            | Verenigde Staten    | 1956           | | Ross                                          | 77° 51′ ZB, 166° 40′ OL | UTC+12*    |
| Mendel Polar Station                                    | zomer                                | Tsjechië            | 2006           | biologisch, geologisch en climatologisch onderzoekscentrum                                                                                      | James Ross                                    | 63° 48′ ZB, 57° 52′ WL  |            |
| Mirny-station                                           | Permanent                            | Rusland             | 1956           | glaciologie, seismologie, meteorologie, poollicht, kosmische straling en zeeologie                                                              | Daviszee                                      | 66° 33′ ZB, 93° 1′ OL   |            |
| Mizuho Station                                          | onregelmatig (transshipment station) | Japan               | 1970           | National Institute of Polar Research |                                               | 70° 41′ ZB, 44° 19′ OL  |            |
| Molodjozjnaja-station                                   | her-opening in 2007/2008             | Rusland Wit-Rusland | 1962           | Meteorologie Russische Antarctische Expeditie                                                                                                   |                                               | 67° 40′ ZB, 45° 51′ OL  |            |
| Neumayer-Station II                                     | Permanent                            | Duitsland           | 1992-2009      | Alfred Wegener Instituut | Atkabaai                                      | 70° 38′ ZB, 8° 16′ WL   | UTC        |
| Neumayer-Station III                                    | Permanent                            | Duitsland           | 2009           | Alfred Wegener Instituut | Atkabaai                                      | 70° 41′ ZB, 8° 16′ WL   | UTC        |
| Novolazarevskaja-station                                | Permanent                            | Rusland             | Januari 1961   | | Koningin Maudland                             | 70° 46′ ZB, 11° 50′ OL  |            |
| Orcadas Base                                            | Permanent                            | Argentinië          | 1904           | Meteorologie | Orcadas Islands                               | 60° 44′ ZB, 44° 44′ WL  | UTC−3      |
| Palmer Station                                          | Permanent                            | Verenigde Staten    | 1968           | laboratorium, een haven en een helikopterlandingsplaats.                                                                                        | Anvers Island                                 | 64° 46′ ZB, 64° 3′ WL   | UTC−4      |
| Prinses Elisabethbasis                                  | zomer                                | België              | 2007           | meteorologie, microbiologie, geofysica, seismologie, aardmagnetisme en gletsjeronderzoek                                                        | Koningin Maudland                             | 71° 34′ ZB, 23° 12′ OL  |            |
| Professor Julio Escudero base                           | Permanent                            | Chili               |                | Chileens Antarctisch Instituut | King George                                   | 62° 12′ ZB, 58° 59′ WL  | UTC−4      |
| Progress-station                                        | zomer                                | Rusland             | 1988           | Russische Antarctische Expeditie | Prydz Bay                                     | 69° 23′ ZB, 76° 23′ OL  |            |
| Rothera Research Station                                | Permanent                            | Verenigd Koninkrijk | 1975           | British Antarctic Survey | Adelaide-eiland                               | 67° 34′ ZB, 68° 8′ WL   |            |
| Roesskaja-station                                       | her-opening in 2007/2008             | Rusland             | 1980           | Russische Antarctische Expeditie | Marie Byrdland                                | 74° 46′ ZB, 136° 52′ WL |            |
| San Martín Station                                      | Permanent                            | Argentinië          | 1951           | Laboratorium en Meteorologische metingen |                                               | 68° 8′ ZB, 67° 6′ WL    | UTC−3      |
| SANAE IV (South African National Antarctic Expeditions) | Permanent                            | Zuid-Afrika         | 1962 (SANAE I) | Opperatmosfeer onderzoek (onder andere kosmische stralen) en Aardse wetenschappen (onder andere Geologie).                                      | Fimbul Coastal Ice Shelf in Koningin Maudland | 71° 40′ ZB, 2° 51′ WL   |            |
| St. Kliment Ohridski Base                               | Permanent                            | Bulgarije           | 1988           | Biologisch onderzoek, laboratoriale en meteorologische metingen. Eerste Oost-orthodoxe kerk, St. Ivan Rilski                                    | Livingstoneiland                              | 62° 38′ ZB, 60° 22′ WL  |            |
| Scott Basis                                             | Permanent                            | Nieuw-Zeeland       | 1957           | Antarctic physical environments, Zuidelijke Oceaan en Antarctisch ecosysteem.                                                                   | Ross                                          | 77° 51′ ZB, 166° 45′ OL | UTC+12     |
| Showa Station                                           | Permanent                            | Japan               | 1958           | National Institute of Polar Research |                                               | 69° 0′ ZB, 39° 35′ OL   | GMT+3      |
| Svea                                                    | zomer                                | Zweden              | 1988           | Swedish Polar Research Secretariat | Koningin Maudland                             | 74° 35′ ZB, 11° 13′ WL  |            |
| Troll Station                                           | Permanent                            | Noorwegen           | 1990           | Norwegian Polar Institute | Koningin Maudland                             | 72° 0′ ZB, 2° 32′ OL    |            |
| Wasa Station                                            | zomer                                | Zweden              | 1989           | Swedish Polar Research Secretariat | Koningin Maudland                             | 73° 3′ ZB, 13° 25′ WL   |            |
| Vostokstation                                           | Permanent                            | Rusland             | 1957           | Russische Antarctische Expeditie | Antarctische ijskap                           | 78° 28′ ZB, 106° 48′ OL | UTC+6      |
| Zhongshan (Sun Yet-Sen) Station                         | zomer                                | China               | 1989           | |                                               | 69° 23′ ZB, 76° 23′ OL  |            |